# Den vilda bebin
Den vilda bebin är en serie barnböcker, skrivna av Barbro Lindgren och med illustrationer av Eva Eriksson. Vilda Bebin har flera gånger gestaltats som dockteater, bland annat 2010.

## Böcker
| Titel                      | Utgivningsår |
| -------------------------- | ------------ |
| Mamman och den vilda bebin | 1980         |
| Den vilda bebiresan        | 1982         |
| Vilda bebin får en hund    | 1985         |

### Fotnoter
1. ↑  Karin Helander (9 februari 2010). ”Mellan vilt och ömsint” (på svenska). Svenska Dagbladet. http://www.svd.se/kultur/scen/mellan-vilt-och-omsint_4231605.svd. Läst 16 januari 2015.